# Campionati europei di atletica leggera 1946 - Salto in alto maschile
La gara di salto in alto maschile si tenne il 23 agosto 1946.

## Classifica finale
| Pos | Nome               | Nazione        | Misura | Note |
| --- | ------------------ | -------------- | ------ | ---- |
| 1   | Anton Bolinder     | Svezia         | 1,99   |      |
| 2   | Alan Paterson      | Regno Unito    | 1,96   |      |
| 3   | Nils Nicklén       | Finlandia      | 1,93   |      |
| 4   | Birger Leirud      | Norvegia       | 1,93   |      |
| 5   | Gunnar Lindecrantz | Svezia         | 1,93   |      |
| 6   | Alfredo Campagner  | Italia         | 1,90   |      |
| 7   | Skúli Guðmundsson  | Islanda        | 1,90   |      |
| 8   | Georges Audouy     | Francia        | 1,90   |      |
| 9   | Ivar Vind          | Danimarca      | 1,90   |      |
| 10  | Giannīs Lamprou    | Grecia         | 1,85   |      |
| 10  | Alexander Yggeseth | Norvegia       | 1,85   |      |
| 12  | Petar Vukovic      | Jugoslavia     | 1,85   |      |
| 13  | Václav Hausenblas  | Cecoslovacchia | 1,80   |      |
| 14  | Vladimir Žila      | Cecoslovacchia | 1,80   |      |
| 15  | Hans Wahli         | Svizzera       | 1,80   |      |